# Fritz Trautwein

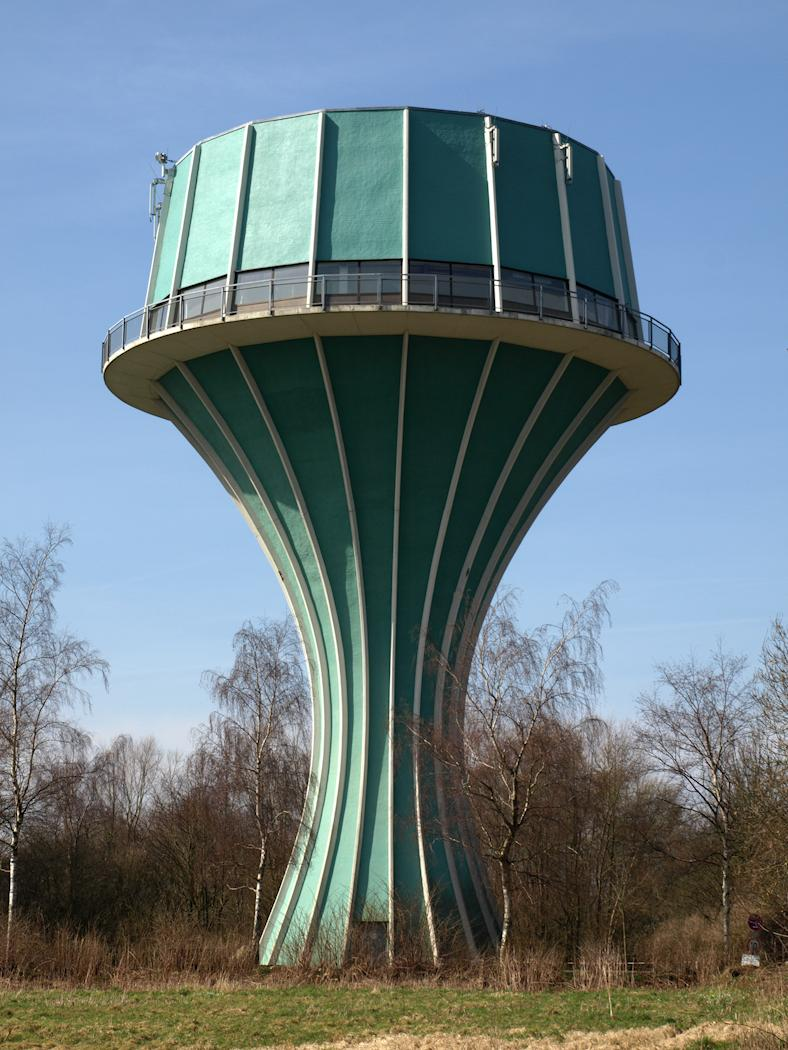
Wasserturm Flensburg-Mürwik

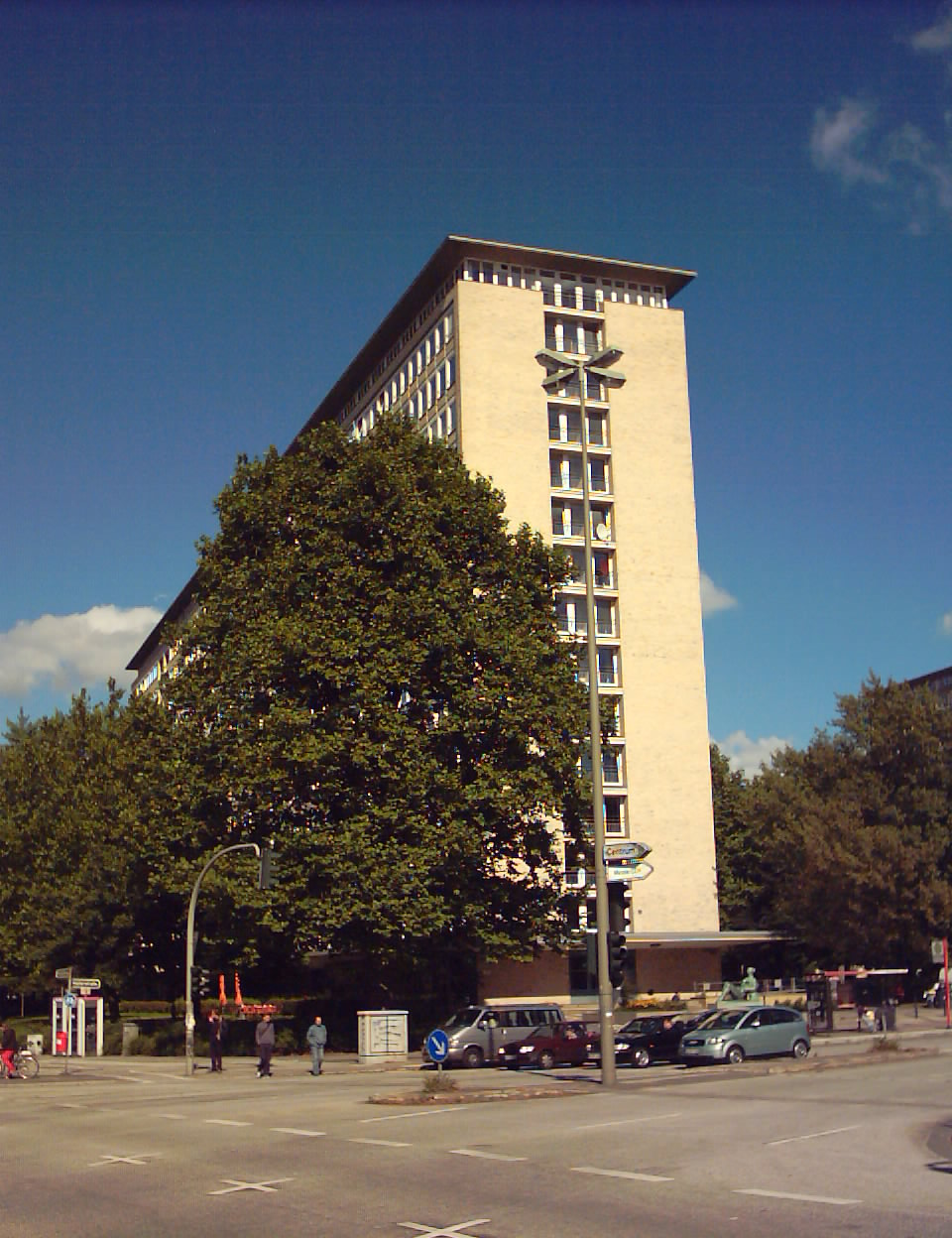
Grindelhochhäuser in Hamburg

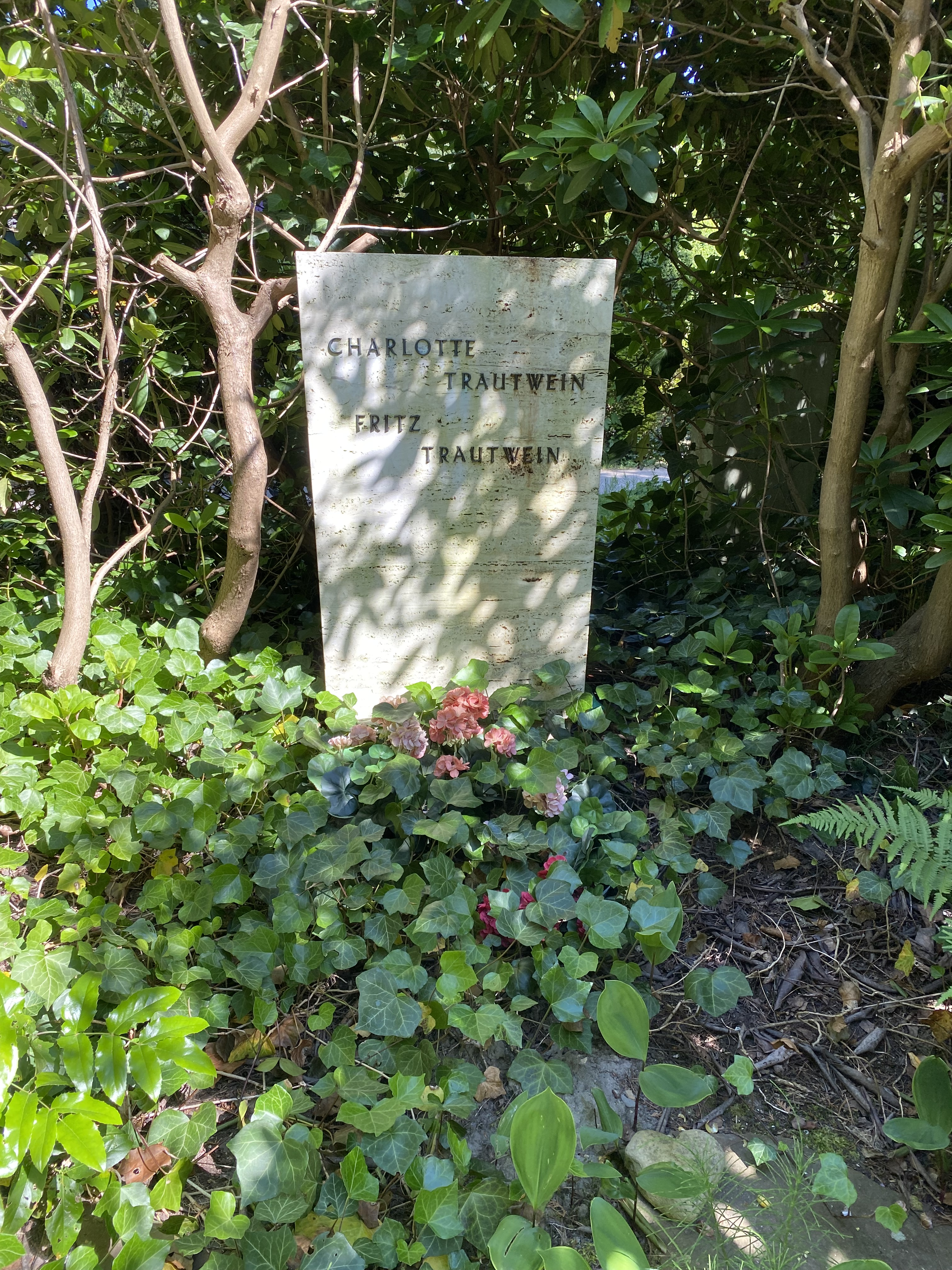
Grabstätte auf dem Nienstedtener Friedhof

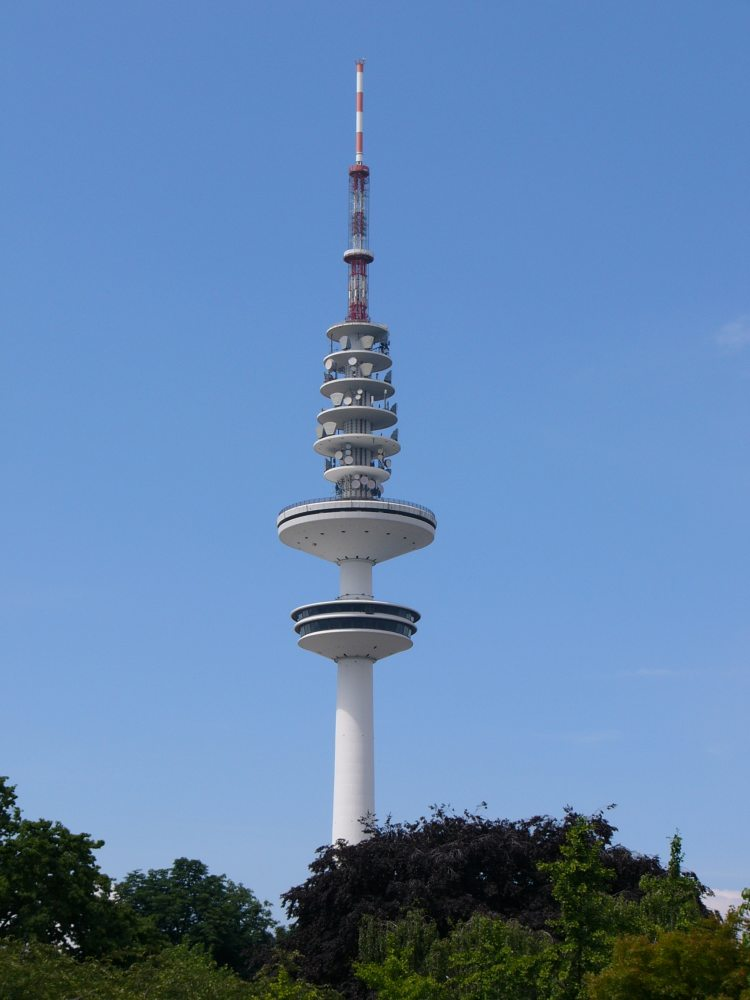
Heinrich-Hertz-Turm

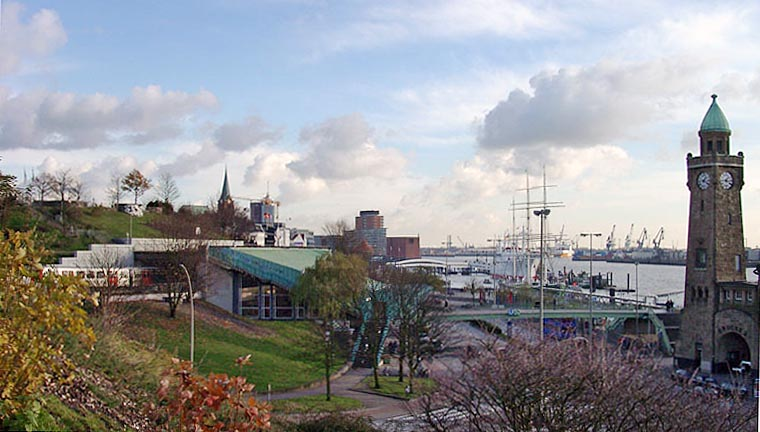
S- und U-Bahn-Station Landungsbrücken (links)

Fritz Trautwein (* 11. März 1911 in Charlottenburg; † 4. April 1993 in Hamburg) war ein deutscher Architekt.

## Leben
Fritz Trautwein wurde in Charlottenburg bei Berlin geboren. Von 1930 bis 1936 studierte er an der Technischen Hochschule Charlottenburg. In den Jahren 1936–1942 übernahm er Bauleitungen für das Wehrkreiskommando in Hamburg und die Heeresbauämter Bremen und Wien. 1942 fand wegen seiner angeborenen Behinderung am Arm ein Prozess vor dem Erbgesundheitsgericht München statt, den Trautwein gewann. Von 1943 bis 1945 war Trautwein Mitarbeiter bei Egon Eiermann in Berlin. Bekannt wurde er als Mitglied der Arbeitsgemeinschaft Grindelhochhäuser in Hamburg 1946–1956. Von 1956 bis 1973 war er als Dozent an der Hochschule für bildende Künste Hamburg tätig.
Fritz Trautwein war einer der wichtigsten Hamburger Architekten der Nachkriegszeit, der den Wiederaufbau der Stadt Hamburg entscheidend geprägt hat. Die Grindelhochhäuser waren als erste Hochhaus-Wohnanlage in Deutschland ein sichtbares Symbol für das Anknüpfen an die internationale Moderne und das neue Bauen nach dem Krieg. Der Fernsehturm (Heinrich-Hertz-Turm), ebenfalls ein Projekt Trautweins, ist eine wichtige Landmarke im Hamburger Stadtbild geblieben. Die meisten Hamburger kommen jedoch vor allem mit den U-Bahn-Bauten Trautweins in Berührung, die Stationen Jungfernstieg und Landungsbrücken gelten als besonders gelungene U-Bahn-Bauten ihrer Zeit. Ebenfalls beeindruckend ist der aus Beton im plastischen Stil gefertigte Wasserturm in Flensburg.
Fritz Trautwein wurde auf dem Friedhof Nienstedten beigesetzt.

## Bauten (Auswahl)
- 1946–1956 Grindelhochhäuser in Hamburg
- 1947 Wettbewerb Altstadt Nürnberg (mit Ferdinand Streb),  1. Preis
- 1951–1953 Lohkampsiedlung Eidelstedt
- 1952 Ruder-Club Favorite Hammonia an der Außenalster
- 1953 Eternit-Pavillon IGA '53 in Hamburg
- 1957 Augenklinik Barmbek
- 1959 U-Bahn-Haltestelle Landungsbrücken (mit Hans Loop)
- 1959 Rowohlt-Verlag Reinbek, 1. Bauabschnitt
- 1959–1968 Frauenklinik Universitätsklinikum Hamburg-Eppendorf (mit Joachim Matthaei)
- 1960–1961 Wasserturm Flensburg-Mürwik
- 1960 U-Bahn-Haltestelle Wandsbeker Chaussee
- 1961–1963 U-Bahn-Haltestelle Alter Teichweg
- 1966 U-Bahn-Haltestelle Burgstraße
- 1965–1968 Heinrich-Hertz-Turm Hamburg (mit Fritz Leonhardt und Rafael Behn)
- 1968–1975 U-Bahn-Haltestelle Jungfernstieg
- 1968–1970 Rowohlt-Verlag Reinbek, 2. Bauabschnitt
- 1969 Siedlung Osdorfer Born: Hochhaus „Affenfelsen“
- 1969–1982 Gebäude für die Hochschule für Musik und Theater Hamburg
- 1973 Studentenwohnbereich Stoltenstraße Hamburg-Horn